# Diogo do Couto
Diogo do Couto (Lisbona, 1542 – Goa, 10 dicembre 1616) è stato uno storico portoghese.
Conosciuto anche come Diego de Couto nel mondo anglosassone, studiò latino e retorica nel Collegio gesuita di Sant'Antonio e filosofia presso il Convento di Benfica, a Lisbona.  Nel 1559 partì per l'India, da dove sarebbe tornato solo un decennio più tardi. Amico intimo del poeta Luís de Camões, lo incontrò sull'Isola di Mozambico indebitato e senza i soldi per tornare in patria. Diogo ed altri suoi amici con una colletta gli permisero di risollevarsi da una situazione personale disastrosa e ritornare a Lisbona, dove compose le Lusiadi, il suo capolavoro.
Fece ritorno in patria nel 1570, ma non poté sbarcare a Lisbona a causa di un'epidemia di peste. Ritornò in Oriente, avendo ricevuto da Filippo II di Spagna (che dal 1580 governava anche il Portogallo come Filippo I, a seguito della morte di re Sebastiano I del Portogallo nella battaglia di Ksar El Kebir) la nomina a cronista ufficiale del regno. Proseguì nella stesura delle Décadas da Ásia di João de Barros, contenenti la storia dei viaggi di esplorazione e colonizzazione intrapresi in Asia dai portoghesi a partire dal regno di Manuele I del Portogallo. Vi aggiunse nove tomi, per un totale di novanta libri. Essi però furono pubblicati solo in parte a causa di varie vicissitudini, tra le quali il furto dell'ottavo e nono tomo. Un'edizione di 14 tomi, completa tranne per le parti perse in incendi e furti, uscì solo nel decennio 1778-1788.
L'epoca in cui visse Couto fu ricca di tormenti per il regno del Portogallo, entrato in una fase di decadenza. I suoi volumi delle Décadas perdono il tono in genere apologetico di quelli di Barros. Diogo do Couto non si peritò di nascondere abusi, corruzione e violenza perpetrati dai portoghesi nelle Indie e si documentò sugli scritti di storici orientali, oltre a raccogliere resoconti di prima mano di viaggiatori portoghesi.
Tra le sue opere, oltre alle Décadas e alle orazioni commemorative e gratulatorie proferite durante i soggiorni in Oriente, vi sono la relazione del naufragio della nave S.Thomé nella História trágico-marítima e il Diálogo do Soldado Prático, che contiene una critica del comportamento dei funzionari coloniali portoghesi e rivela la loro smodata ambizione, l'amore per il lusso, l'oppressione dei poveri, la mancanza di dignità e l'abitudine di relazionare falsamente il re.